# ميباني
ميباني (كارولاينا الشمالية) (بالإنجليزية: Mebane, North Carolina)‏ هي مدينة تقع في الولايات المتحدة في كارولاينا الشمالية. يقدر عدد سكانها بـ 11,393 نسمة ومساحتها 21.9 كم2 وترتفع عن سطح البحر 205 متر.

## التركيبة السكانية
حدّد مكتب تعداد الولايات المتحدة بيانات التركيبة السكانية لميباني في تعداد الولايات المتحدة. في ما يلي، التركيبة السكانية حسب تعدادي 2000 و2010.

### تعداد عام 2000
بلغ عدد سكان ميباني 7,284 نسمة بحسب تعداد عام 2000، وبلغ عدد الأسر 2,936 أسرة وعدد العائلات 2,041 عائلة مقيمة في المدينة. في حين سجلت الكثافة السكانية 283.9 نسمة لكل كيلومتر مربع (735.3/ميل2). وبلغ عدد الوحدات السكنية 3,246 وحدة بمتوسط كثافة قدره 126.5 لكل كيلومتر مربع (327.6/ميل2).
وتوزع التركيب العرقي للمدينة بنسبة 77.40% من البيض و17.48% من الأمريكيين الأفارقة و0.23% من الأمريكيين الأصليين و0.62% من الأمريكيين ذوي الأصول الآسيوية و0.01% من سكان جزر المحيط الهادئ و2.88% من الأعراق الأخرى و1.37% من عرقين مختلطين أو أكثر و5.24% من الهسبانيون أو اللاتينيون من أي عرق.
بلغ عدد الأسر 2,936 أسرة كانت نسبة 38.8% منها لديها أطفال تحت سن الثامنة عشر تعيش معهم، وبلغت نسبة الأزواج القاطنين مع بعضهم البعض 50.6% من أصل المجموع الكلي للأسر، ونسبة 15.4% من الأسر كان لديها معيلات من الإناث دون وجود شريك،  بينما كانت نسبة 3.5% من الأسر لديها معيلون من الذكور دون وجود شريكة وكانت نسبة 30.5% من غير العائلات. تألفت نسبة 25.7% من أصل جميع الأسر من عدة أفراد يعيشون في نفس المنزل ونسبة 8.5% كانت تتألف من شخص يعيش بمفرده يبلغ من العمر 65 عاماً أو أكثر. وبلغ متوسط حجم الأسرة المعيشية 2.48، أما متوسط حجم العائلات فبلغ 2.98.
بلغ العمر الوسطي للسكان 34.0 عاماً. وكانت نسبة 27% من القاطنين تحت سن الثامنة عشر، وكانت نسبة 8.1% بين الثامنة عشر والرابعة والعشرين عاماً، ونسبة 34.4% كانت واقعةً في الفئة العمرية ما بين الخامسة والعشرين والرابعة والأربعين عاماً، ونسبة 19.7% كانت ما بين الخامسة والأربعين والرابعة والستين، ونسبة 10.6% كانت ضمن فئة الخامسة والستين عاماً فما فوق. يوجد لكل 100 أنثى 91.4 ذكر، ويوجد لكل 100 أنثى في الثامنة عشر من عمرها فما فوق 86.0 ذكر.
بلغ متوسط دخل الأسرة في المدينة 38,750 دولارًا، أما متوسط دخل العائلة فبلغ 47,285 دولارًا. وكان متوسط دخل الذكور 39,075 دولارًا مقابل 26,319 دولارًا للإناث. وسجل دخل الفرد الخاص بالمدينة 20,403 دولارًا. وكانت نسبة 10% من العائلات ونسبة 12.8% من السكان تحت خط الفقر، وكان من هؤلاء نسبة 15.6% تحت سن الثامنة عشر ونسبة 16.1% في الخامسة والستين من العمر وما فوق.

### تعداد عام 2010
بلغ عدد سكان ميباني 11,393 نسمة بحسب تعداد عام 2010، وبلغ عدد الأسر 4,716 أسرة وعدد العائلات 3,154 عائلة مقيمة في المدينة. في حين سجلت الكثافة السكانية 444 نسمة لكل كيلومتر مربع (1,150.0/ميل2). وبلغ عدد الوحدات السكنية 5,045 وحدة بمتوسط كثافة قدره 196.6 لكل كيلومتر مربع (509.2/ميل2).
وتوزع التركيب العرقي للمدينة بنسبة 73.54% من البيض و20.40% من الأمريكيين الأفارقة و0.46% من الأمريكيين الأصليين و1.25% من الأمريكيين ذوي الأصول الآسيوية و0.11% من سكان جزر المحيط الهادئ و1.64% من الأعراق الأخرى و2.61% من عرقين مختلطين أو أكثر و6% من الهسبانيون أو اللاتينيون من أي عرق.
بلغ عدد الأسر 4,716 أسرة كانت نسبة 36.7% منها لديها أطفال تحت سن الثامنة عشر تعيش معهم، وبلغت نسبة الأزواج القاطنين مع بعضهم البعض 46.1% من أصل المجموع الكلي للأسر، ونسبة 17% من الأسر كان لديها معيلات من الإناث دون وجود شريك،  بينما كانت نسبة 3.8% من الأسر لديها معيلون من الذكور دون وجود شريكة وكانت نسبة 33.1% من غير العائلات. تألفت نسبة 27.6% من أصل جميع الأسر من عدة أفراد يعيشون في نفس المنزل ونسبة 8.1% كانت تتألف من شخص يعيش بمفرده يبلغ من العمر 65 عاماً أو أكثر. وبلغ متوسط حجم الأسرة المعيشية 2.41، أما متوسط حجم العائلات فبلغ 2.95.
بلغ العمر الوسطي للسكان 35.8 عاماً. وكانت نسبة 26.6% من القاطنين تحت سن الثامنة عشر، وكانت نسبة 7.8% بين الثامنة عشر والرابعة والعشرين عاماً، ونسبة 30.8% كانت واقعةً في الفئة العمرية ما بين الخامسة والعشرين والرابعة والأربعين عاماً، ونسبة 24% كانت ما بين الخامسة والأربعين والرابعة والستين، ونسبة 10.8% كانت ضمن فئة الخامسة والستين عاماً فما فوق. وتوزع التركيب الجنسي للسكان بنسبة 46.2% ذكور و53.8% إناث.

## أعلام
- ريكاردو مارش
- ودي دورهام
- جيمي ماسي